# 長崎県公安委員会
長崎県公安委員会（ながさきけんこうあんいいんかい）は、長崎県警察を管理するため長崎県知事所轄の下に設置される行政委員会である。3人の委員で構成される。所在地は長崎市万才町4番8号である。

## 委員
2021年12月21日現在
- 委員長
  - 山中勝義（元団体役員）
- 委員
  - 安部恵美子（長崎短期大学学長）
  - 瀬戸牧子（長崎県医師会常任理事）

## 下部組織
- 長崎県警察